# Teatro Mayor Julio Mario Santo Domingo
El Centro Cultural Biblioteca Pública Julio Mario Santo Domingo acoge a la Biblioteca y al complejo teatral conformado por el Teatro Mayor y el Teatro Estudio, gestionado y administrado gracias a una alianza entre el sector privado y la administración distrital, a través de la Secretaría de Cultura, Recreación y Deporte y el Instituto Distrital de las Artes.
Adicional a los espectáculos, el teatro organiza talleres, clases magistrales y ensayos generales gratuitos dirigidos a estudiantes y profesionales de música, teatro y danza, que les permite formarse, actualizarse y perfeccionar su labor artística con el acompañamiento de las figuras internacionales que se presentan en nuestras salas.
En los primeros años de funcionamiento del Teatro, cerca de tres millones de personas de todos los estratos sociales se han acercado para ver las mejores manifestaciones de las artes escénicas de Colombia y del mundo en las funciones que se han realizado en nuestras dos salas. Estos espectadores han participado del encuentro único, mágico e irrepetible con artistas nacionales e internacionales.

## Teatro Mayor
Tiene una capacidad máxima de 1.303 espectadores y fue construido con el fin de presentar todo tipo de espectáculos de ópera y musicales, conciertos, ballet clásico, danza contemporánea y obras de teatro.
Cuenta con tres niveles (Platea, Balcón 1 y Balcón 2) en un espacio diseñado para que todos los espectadores tengan desde cualquier localidad una excelente vista y recepción sonora, desde el que está muy cerca del escenario, como el que se ubica en la última fila de la sala, a 28 m de distancia.
El Teatro Mayor se edificó pensando no sólo en la comodidad del público, sino también en la de los artistas, por eso tiene nueve camerinos y vestuarios, así como un cuarto especial con el fin de que los artistas tengan un espacio apropiado para sus ensayos y calentamientos previos a las presentaciones.
De igual forma, tiene una amplia zona de carga que está comunicada con el escenario, lo que facilita el montaje y desmontaje de escenografías. Tiene un foso de orquesta de 7.70 x 20.40 m, con capacidad para 75 músicos, estructurado por dos plataformas móviles, que permiten subir y bajar la orquesta.

## Teatro Estudio
Esta es la sala del complejo de teatros que está pensada como un espacio polivalente (18 m de ancho por 16 de largo y 7 m de altura) para realizar presentaciones de las artes escénicas de corte más experimental y recitales de música de cámara o de formato pequeño. La sala igualmente tiene la posibilidad de adecuarse para hacer montajes de exposiciones de pintura, escultura y otras actividades artísticas.
Tiene una capacidad máxima para 329 personas, incluyendo una gradería retráctil de 208 sillas. El diseño del Teatro Estudio permite configurar el espacio de acuerdo con los requerimientos de las obras, ya que el escenario es totalmente desmontable, lo que permite una gran diversidad de posibilidades escenográficas y de ubicación de los espectadores.
Este espacio escénico cuenta con un moderno equipamiento de sonido e iluminación, y se convierte en una zona experimental libre para la creación y, al mismo tiempo, en una apuesta a los nuevos lenguajes artísticos.

## Temporadas
El Teatro Mayor Julio Mario Santo Domingo ha estructurado para sus dos salas —Teatro Mayor y Teatro Estudio— una programación con cinco temporadas principales: Música, Danza, Teatro, Festivales y Familia. De igual forma, durante un mes del año se rinde homenaje a una ciudad o un país que llega como invitado de honor con las expresiones más representativas de su cultura.
Música
Está conformada por las temporadas Grandes Conciertos, Sinfónica Juvenil, Lírica, Música de Cámara, Música Antigua, Grandes Solistas, Grandes Pianistas, Voces del Mundo, Jazz y Colombia es Música.
Danza
Los exponentes de la danza contemporánea, el ballet, el flamenco y la danza folclórica de Colombia y el mundo se dan cita en el Teatro.
Teatro
Busca mostrar tanto obras clásicas del repertorio universal, como nuevas creaciones de las más importantes compañías nacionales e internacionales.
Festivales
Fado, Flamenco, Tango y otras manifestaciones culturales internacionales.
Familia
Desde su creación, el Teatro ha buscado fortalecer la formación de nuevos públicos a través de espectáculos de canción infantil, títeres, marionetas y teatro para toda la familia.

## Historia
El origen del proyecto es conocido: una visita a las otras megabibliotecas de Bogotá, propiciada por Patricia Castaño, directora de BiblioAmigos, por parte de don Julio Mario Santo Domingo, su esposa doña Beatrice y su hijo Alejandro, en compañía del entonces alcalde de Bogotá Enrique Peñalosa. Durante esta visita, el alcalde Peñalosa le habló a don Julio Mario sobre la necesidad de construir la cuarta megabiblioteca en Suba y sobre la falta de recursos de la Administración Distrital para hacerlo. Consciente del impacto social y cultural de las bibliotecas, don Julio Mario le ofreció al alcalde aportar esos recursos. En principio, solo se habló de una biblioteca, idea que se fue ampliando a medida que avanzaba el proyecto.
Bajo la administración del alcalde Lucho Garzón, Alejandro Santo Domingo decidió hacer una donación adicional para el equipamiento educativo y cultural. Con este esquema y en compañía de BibloAmigos, entidad encargada de realizar las gestiones ante el Distrito para que la voluntad de la familia Santo Domingo se hiciera una realidad, se firmó un convenio con la Administración Distrital. El primer giro que dio el proyecto recién iniciado, fue cuando se sugirió a doña Beatrice Santo Domingo considerar incluir dentro de la donación la construcción de un teatro, ya que alguna vez se había contemplado la idea de tener uno en la zona de Suba. Ante esta sugerencia, doña Beatrice le pidió al arquitecto Daniel Bermúdez que estudiara dicha posibilidad, pero que fuera un teatro que sirviera para presentaciones de clase mundial incluida la ópera. Con la adición del teatro, la biblioteca se transformó en Centro Cultural.
Fue así como se inauguró el 26 de mayo de 2010 el Centro Cultural Biblioteca Pública Julio Mario Santo Domingo.

## Servicios urbanos
Así mismo funcionan las siguientes rutas urbanas del SITP en los costados externos a la estación, circulando por los carriles de tráfico mixto sobre la Calle 170 y la  Avenida Boyacá, con posibilidad de trasbordo usando la tarjeta TuLlave:
| Código | Sector                    | Dirección          | Rutas |
| ------ | ------------------------- | ------------------ | --- |
| 014A02 | C Pq. San José de Bavaria | Av Cll 170-Kr 65   | - B130 Cardioinfantil - B144 Clínica El Bosque - B161 Unicentro - B162 San Cristóbal Norte - B917 Terminal Norte |
| 013A02 | C U. Antonio Nariño       | Av Calle 170-Kr 65 | - C130 Suba Berlín - C145 Bilbao - C161 Villa Gloria - C162 Villa Gloria - C917 Santa Cecilia                    |